# D-Tales
D-Tales is een Nederlandstalige podcast die zich richt op nieuws en ontwikkelingen binnen The Walt Disney Company. De podcast wordt sinds 2016 wekelijks uitgezonden en gepresenteerd door Michiel Veenstra, Jorn Jokker en Ralf Verhoef. De afleveringen behandelen uiteenlopende Disney-gerelateerde onderwerpen, waaronder nieuws over Disney-films, themaparken, streamingdiensten en zakelijke ontwikkelingen. De podcast is beschikbaar via de website D-log.nl en diverse podcastplatformen.

## Geschiedenis
D-Tales werd gelanceerd op 1 maart 2016 door Michiel Veenstra, Jorn Jokker en Ralf Verhoef. De podcast begon als een wekelijks programma waarin de presentatoren Disney-gerelateerd nieuws bespraken. In maart 2018 werd de 100e aflevering opgenomen tijdens een live-opname in de VUE-bioscoop in Hilversum.
In oktober 2022 verscheen de 300e aflevering, waarin een interview werd gehouden met Michel den Dulk, een Nederlandse ontwerper bij Walt Disney Imagineering. Incidenteel organiseert D-Tales groepsreizen voor luisteraars naar Disney-bestemmingen; zoals een reis ter ere van de 100e verjaardag van The Walt Disney Company in 2023.

## Inhoud
D-Tales richt zich op verschillende aspecten van The Walt Disney Company, waaronder:
- Disney-films en series: aankondigingen, recensies en achtergrondinformatie.
- Disney-parken: ontwikkelingen in parken zoals Disneyland Paris, Walt Disney World en andere Disney-resorts wereldwijd.
- Streamingdiensten: nieuws over Disney+, Hulu en andere platforms van Disney.
- Bedrijfsnieuws: overnames, managementwisselingen en andere zakelijke ontwikkelingen.

Afleveringen bevatten vaak nieuwsbesprekingen, interviews met gasten en thematische specials. De podcast is beschikbaar via de website D-log.nl en diverse andere podcastplatformen.

## Makers
- Michiel Veenstra is een radio-dj en programmaleider bij KINK. Hij heeft ook als stemacteur gewerkt voor Disney-projecten en is te horen als stem in Disneyland Paris.
- Ralf Verhoef is ondernemer. Binnen D-Tales richt hij zich op de zakelijke aspecten van Disney.
- Jorn Jokker is UX-designer en voormalig Cast Member in Disneyland Paris. Hij levert technische kennis en themaparkervaring aan de podcast.

## Ontvangst
D-Tales heeft een publiek opgebouwd van luisteraars die geïnteresseerd zijn in Disney-nieuws en -achtergrondinformatie. In 2018 werd de podcast genomineerd voor Beste Podcast bij de Online Radio Awards. De podcast kreeg media-aandacht door specifieke afleveringen, zoals het interview met Imagineer Michel den Dulk dat werd uitgelicht door de pretparknieuwswebsite Looopings.